# Bernardo Sorj
Bernardo Sorj (Montevideo, 26 de setembro de 1948) é um sociólogo brasileiro, professor titular aposentado de Sociologia na Universidade Federal do Rio de Janeiro e diretor do Centro Edelstein de Pesquisas Sociais e do Projeto Plataforma Democrática da Fundação FHC.
Bernardo Sorj publicou mais de 30 livros em português, espanhol, francês, inglês e ucraniano, e mais de 100 artigos sobre desenvolvimento político da América Latina, relações internacionais, o impacto social das novas tecnologias, teoria social e judaísmo, entre eles A Nova Sociedade Brasileira, A Democracia Inesperada: direitos humanos, sociedade civil e crise da representação política, e, com David Goodman e John Wilkinson, Da lavoura às biotecnologias: agricultura e indústria no sistema internacional.

## Biografia
Sorj estudou Antropologia no Uruguai com Darcy Ribeiro e completou seu bacharelado e pós-graduação em História e Sociologia na Universidade de Haifa, em Israel. Concluiu seu doutorado em Sociologia na Universidade de Manchester, na Inglaterra.
Morando no Brasil desde 1976, Bernardo Sorj é naturalizado brasileiro. Ele foi professor no Departamento de Ciência Política na Universidade Federal de Minas Gerais, no Instituto de Relações Internacionais - Pontifícia Universidade Católica do Rio de Janeiro e da Universidade Federal do Rio de Janeiro. Foi professor visitante e catedrático em diversas universidades europeias, latino-americanas e norte-americanas, tendo ocupado, entre outras, a Cátedra Sérgio Buarque de Hollanda, na Fondation Maison des sciences de l’homme, em Paris, e a Cátedra Simón Bolívar, no Institut des hautes études d'Amérique Latine, na Universidade de Paris III (Sorbonne Nouvelle). Foi fellow associado em várias instituições, entre elas o Instituto de Estudos Avançados da USP, Brookings Institution, Annemberg School University of South California e a Transatlantic Academy.
Atualmente é diretor do Centro Edelstein de Pesquisas Sociais e diretor do projeto Plataforma Democrática da Fundação FHC. Bernardo Sorj é membro do conselho de vários jornais acadêmicos, assessor de instituições científicas  e consultor de organizações internacionais e editor do Journal of Democracy em português e Conexão América Latina.
Em 2005, Bernardo Sorj foi eleito o "Homem das Ideias" pelo Jornal do Brasil. Em 2021 e 2023 seus livros Em que mundo vivemos? e Identidades e Crise das democracias foram finalistas no prêmio Jabuti.

## Livros
2024
- SORJ, B. Geopolítica e História do Povo Judeu, Rio de Janeiro, Editora Garamond. ISBN 978-65-5937-053-5
- SORJ, B., FAUSTO, S, (org.), Nacionalismo e Democracia na Europa e no Brasil, São Paulo, Editora FFHC. ISBN 978-65-87503-44-8
- SORJ, B., FAUSTO, S, (org.), Desafios do Sistema Político Brasileiro, São Paulo, Editora FFHC, ISBN 978-65-87503-40-0

2022
- SORJ, B. Identidades e Crises das Democracias São Paulo: Plataforma Democrática. ISBN 978-65-87503-15-8
- SORJ, B. Religião, Democracia e Educação no Brasil São Paulo: Plataforma Democrática. ISBN 978-65-87503-14-1
- SORJ, B. Religião e Democracia na Europa no Brasil São Paulo: Plataforma Democrática. ISBN 978-65-87503-21-9

2020
- SORJ, B. Em que mundo vivemos? São Paulo: Plataforma Democrática. ISBN 978-65-87503-00-4
- SORJ, B. ¿En qué mundo vivimos? São Paulo: Plataforma Democrática. ISBN 978-65-87503-01-1
- SORJ, B. What world is this we are living in? São Paulo: Plataforma Democrática. ISBN 978-65-87503-04-2
- SORJ, B. Corações e Mentes: fora e dentro da Internet. São Paulo: Plataforma Democrática. ISBN 978-65-87503-05-9

2018
- SORJ, B. et al., Sobrevivendo nas Redes -  Guia do Cidadão. São Paulo: Editora Moderna.

2016
- SORJ, B.; FAUSTO, S. Ativismo político em tempos de Internet. São Paulo: c.

2015
- SORJ, B.; TONELLO, G.; VINTIMILLA, E.; BELLETINI, O.; TORO, B. Sociedad, organizaciones y Estado: reflexiones y experiencias para un debate necesario. Quito: Grupo Faro.
- SORJ, B.; FAUSTO, S. Internet y Transformaciones Sociales: Transformaciones del Espacio Público y de la Sociedad Civil. San Pablo: Plataforma Democrática. ISBN 9788599588352
- SORJ, B.; FAUSTO, S. Internet e Mobilizações Sociais: Transformações do espaço público e da sociedade civil. São Paulo: Plataforma Democrática.

2014
- SORJ, B.; MARTUCCELLI, O. O dilema latino-americano (in Ukrainian). Kiev: Calvaria.

2013
- SORJ, B.; FAUSTO, S. (Orgs.). O Brasil e a Governança da América Latina. Que tipo de liderança é possível?. São Paulo. Plataforma Democrática.
- SORJ, B.; FAUSTO, S. (Orgs). Brasil y América Latina. ¿Qué Liderazgo es Posible?. São Paulo: Plataforma Democrática.

2012
- SORJ, B. Vai embora da casa de teus pais. Rio de Janeiro: Civilização Brasileira.
- SORJ, B. (Ed.). Democracia y medios de comunicación. Más allá del Estado y el Mercado. Buenos Aires: Catálogos S.L.R.

2011
- SORJ, B.; FAUSTO, S. (Orgs.) Brasil e América do Sul: Olhares cruzados. Rio de Janeiro: Plataforma Democrática.
- SORJ, B. (Org.) Meios de comunicação e democracia: Além do Estado e do Mercado. Rio de Janeiro: Plataforma Democrática.
- SORJ, B.; FAUSTO, S. (Eds.). América Latina: Transformaciones geopolíticas y democracia. Buenos Aires: Siglo XXI.
- SORJ, B.; FAUSTO, S. (Eds.). Brasil y América del Sur: Miradas cruzadas. Buenos Aires: Catálogos S.L.R.

2010
- SORJ, B. Judaism for Everyone...without Dogma. Washington, D.C.: IFSHJ.
- SORJ, B. (comp.). Poder político y medios de comunicación - De la representación política al reality show. Buenos Aires: Siglo XXI.
- SORJ, B. (org.). Poder político e meios de comunicação: da representação política ao reality show. São Paulo: Paz e Terra.
- SORJ, B. Judaísmo para todos. Rio de Janeiro: Civilização Brasileira.
- SORJ, B. Judaísmo para todos. Lisboa: Edições Cotovia.
- SORJ, B. (org.) Usos, abusos y desafíos de la sociedad civil en América Latina. Buenos Aires: Siglo XXI.]
- SORJ, B. (org.). Usos, abusos e desafios da sociedade civil na América Latina. São Paulo: Paz e Terra.

2009
- SORJ, B. Judaísmo para todos. Buenos Aires: Siglo XXI. Republicado pelo Centro Edelstein de Pesquisas Sociais em 2011.

2008
- SORJ, B. Information Societies and Digital Divides: an Introduction. Milano: Polimetrica
- SORJ, B; MARTUCCELLI, D. The Latin American Challenge: Social Cohesion and Democracy. São Paulo: Instituto Fernando Henrique Cardoso/ Rio de Janeiro: The Edelstein Center for Social Research
- SORJ, B; MARTUCCELLI, D. El Desafío Latinoamericano: cohesión social y democracia. Buenos Aires: Siglo XXI.
- SORJ, B; MARTUCCELLI, D. O desafio latino-americano: coesão social e democracia. Rio de Janeiro: Civilização Brasileira.

2007
- SORJ, B. Latin America’s Elusive Democracies. Rio de Janeiro: The Edelstein Center for Social Research, E-book Series 2..
- SORJ, B. ; OLIVEIRA, M. D. (Eds.). Sociedad Civil y Democracia en América Latina: crisis y reinvención de la política. Rio de Janeiro: Ediciones Centro Edelstein; São Paulo: Ediciones iFHC. ISBN 978-85-99662-20-5
- SORJ, B; OLIVEIRA, M. D. (Eds.). Sociedade Civil e Democracia na América Latina: crise e reinvenção da política. Rio de Janeiro: Ediciones Centro Edelstein / São Paulo: Instituto Fernando Henrique Cardoso

2006
- SORJ, B., BONDER, N. Judaísmo para el Siglo XXI - El Rabino y el Sociólogo. Buenos Aires. Lilmod. ISBN 987226287X. Republicado pelo Centro Edelstein de Pesquisas Sociais em 2008.

2005
- SORJ, B., La democracia inesperada. Prefácio de Guillermo O'Donnell. Buenos Aires: Bononiae University Press/Prometeo Libros. ISBN 9872180210. Republicado pelo Centro Edelstein de Pesquisas Sociais em 2008.
- SORJ, B., GUEDES, L.E., Internet na favela. Rio de Janeiro: Unesco - Editora Gramma. ISBN 859855503-7
- SORJ, B., GUEDES, L.E., Internet y pobreza. Montevideo: Editora Unesco - Ediciones Trilce. ISBN 9974-32-407-6

2004
- SORJ, B., A Democracia Inesperada: cidadania, direitos humanos e desigualdade social. Rio de Janeiro, Jorge Zahar. ISBN 8571108064

2003
- SORJ, B., brazil@digitaldivide.com. - Confronting inequality in the Information Society. UNESCO. ISBN 85-87853-91-0
- SORJ , B., brasil@povo.com - A Luta contra a Desigualdade na Sociedade da Informação. Rio de Janeiro, Jorge Zahar.

2001
- SORJ,B., BONDER, N., Judaísmo para o Século XXI: o rabino e o sociólogo. Rio de Janeiro, Jorge Zahar. Republicado pelo Centro Edelstein de Pesquisas Sociais em 2010.
- SORJ, B., A Construção Intelectual do Brasil Contemporâneo. Da resistência à ditadura ao governo FHC. Rio de Janeiro, Jorge Zahar.

2000
- SORJ, B., A nova sociedade brasileira. Rio de Janeiro, Jorge Zahar (2nd. edition, 2001; 3rd edition, 2006).

1993
- SORJ, B., GRIN, M., (Ed.) Judaísmo e Modernidade: metamorfoses da tradição messiânica. Rio de Janeiro, Imago. Republicado pelo Centro Edelstein de Pesquisas Sociais em 2008.

1990
- SORJ, B., PECAUT, D., (Ed.) Métamorphoses de la représentation politique au Brésil et en Europe, Editions du CNRS, Paris.
- SORJ, B., (Ed.) La Biotecnología Industrial en América Latina. Rio de Janeiro, Fundação BIORIO.
- SORJ, B., GOODMAN, D., WILKINSON, J., Da Lavoura às Biotecnologias: agricultura e indústria no sistema internacional. Rio de Janeiro, Campus. Republicado pelo Centro Edelstein de Pesquisas Sociais em 2008.

1989
- SORJ, B., CANTLEY, M., SIMPSON, K., (Eds.) Biotechnology in Europe and Latin America: Prospects for co-operation, Kluwer, Dordrecht. Republicado pelo Centro Edelstein de Pesquisas Sociais em 2010.

1987
- SORJ, B., GOODMAN, D., WILKINSON, J., From Farming to Biotechnology - A Theory of Agroindustrial Development. Oxford, Blackwell. ISBN 0792302788

1985
- SORJ, B., CARDOSO, F.H., FONT, M., (Ed.) Economia e Movimentos Sociais na América Latina. São Paulo, Brasiliense. Republicado pelo Centro Edelstein de Pesquisas Sociais em 2008.

1983
- SORJ, B., BOOTH, D., (Ed.) Military Reformism and Social Classes: Aspects of the Peruvian Experience, 1968/1980, MacMillan, London.
- SORJ, B., TAVARES, M.H., (Ed.) Sociedade e Política no Brasil Pós-64. São Paulo, Brasiliense (3rd. Edition). Republicado pelo Centro Edelstein de Pesquisas Sociais em 2008.

1982
- SORJ, B., POMPERMAYER, M., CORADINI, L., Camponeses e Agroindústria - Transformação Social e Representação Política na Avicultura Brasileira. Rio de Janeiro, Zahar. Republicado pelo Centro Edelstein de Pesquisas Sociais em 2008.

1980
- SORJ, B., Estado e classes sociais na agricultura brasileira. Rio de Janeiro: Zahar (2nd Edition, 1986). Republicado pelo Centro Edelstein de Pesquisas Sociais em 2008.

1977
- SORJ, B., HENFREY, C., Chilean Voices, London, Harverster Press. Republicado pelo Centro Edelstein de Pesquisas Sociais em 2008.